# 大塩峠
大塩峠（おおしおとうげ）は、福島県耶麻郡北塩原村にある峠。標高は865メートル。

## 概要
江戸時代、陸奥国会津若松と米沢を結ぶ米沢街道（米沢方面からは"会津街道"と呼ばれていた）が経由していた。しかし、明治時代に三島通庸によって改修された会津三方道路は当峠を経由せず、西の喜多方などや大峠を経由していた。このため、会津三方道路の後身で、現在福島県会津地方と山形県置賜地方を結ぶ交通路の国道121号も当峠付近を経由していない。別名、萱峠、茶屋峠。

### 現在の大塩峠周辺
大塩峠の南を国道459号が通っているが、国道は大塩峠を経由しない。また、国道から分岐して当峠、蘭峠を経由して、北塩原村桧原方面へ至る道路があり、当峠付近を車道が経由している。加えて、峠付近には当峠に関する解説板が設置されている。